# Ночь тысячи звёзд
«Ночь тысячи звёзд» (англ. Night of a Thousand Stars) — одиннадцатый эпизод второго сезона американского мультсериала «Легенда о Корре».

## Сюжет
Тензин и Корра возвращаются к Пеме и сообщают ей, что Джинора душой заточена в мире духов. Болин навещает Мако в тюрьме. Старший брат говорит о злодеяниях Варика, но младший не верит и думает, что Мако прикидывается психом. Наутро Тонрак приказывает идти отбивать своё племя от Уналака, не дождавшись дочери. Вечером Болин прибывает на премьеру своего фильма и снова пытается подкатить к своей коллеге Джинджер, но она его отшивает. На кинопоказ прибывает и президент Райко с женой, и их встречает Варик. Глава Республиканского города предупреждает, что все ровно не поддастся пропаганде фильма и не станет участвовать в гражданской войне племени Воды. Перед началом премьеры Варик произносит воодушевляющую речь, а затем начинается кино. В фильме Нактак (Болин) обращается за помощью к президенту, чтобы одолеть Уналака, и получает положительный ответ. К спортивной арене, где проходит премьера, приближаются люди в одежде северян. Они вырубают полицейских. Под конец фильма Болин выходит из зала и дышит свежим воздухом. К нему подходит Асами, и он говорит, что скучает по распавшейся команде. Когда девушка уходит, Болин замечает подозрительную лодку и спускается вниз, обнаруживая запертых в шкафчике копов, один из которых сообщает о злоумышленниках, пришедших за президентом.
Преступники связывают президента Райко и его жену, но является Болин и атакует их. Он одолевает злодеев и выпытывает у одного из них, что они были наняты Вариком. Болин разочаровывается услышанным, а Варика арестовывает полиция. Южане борются за своё племя, и их настигает прилетевший на духе Уналак. Лин Бейфонг говорит Райко, что Мако предвидел злодейство Варика, пока того увозят. Джинджер целует Болина за храбрость, а Асами предлагает ему рассказать обо всём брату. Прилетает Корра на бизоне и снова просит помощи президента, ведь узнала, что Уналак намерен уничтожить мир, выпустив Ваату, но опять получает отказ. Президент решает, что в таком случае ему надо защищать только свой город, и даже просьба спасшего его Болина не работает. Он уходит, и команда рассказывает Корре о Мако, заключённом в тюрьму. Они идут к нему, и Болин рассказывает, что старший брат был прав, извиняясь, что не поверил ему. Мако выпускают и почитают у выхода. Бейфонг повышает его до детектива, а непомнящая их разрыв Корра целует парня. Он не признаётся ей о том, что они расстались, и Асами обижается. Затем команда идёт к Варику, заключённому в элитной камере тюрьмы, которую строила его компания. Там же его помощница Жу Ли. Он признаётся, что всё украденное на его боевом корабле, названном в честь помощницы, которая такая же холодная и бессердечная машина. Варик отдаёт судно в их распоряжение, и, плывя на нём к югу, Корра переживает за отца, обнимая Мако. Тем временем Тонрак и его люди бьются за свободу против солдат и духов Уналака, и вождь говорит помощнику уходить, а сам идёт сразить злого брата. Вмешиваются Эска и Десна, но отец говорит им не лезть и сам одолевает Тонрака.

## Отзывы

Динамика оценок IGN к эпизодам 2 сезона мультсериала

Макс Николсон из IGN поставил эпизоду оценку 8,7 из 10 и понадеялся, что ещё увидит Варика в дальнейшем, ведь «он может быть своего рода нейтральным союзником, который иногда помогает хорошим парням», сравнив его с Хондо из «Звёздных войн: Войн клонов». Эмили Гендельсбергер из The A.V. Club дала серии оценку «A-» и тоже высказалась о Варике. Она выразила надежду узнать о нём и Жу Ли побольше в следующем сезоне.
Майкл Маммано из Den of Geek вручил эпизоду 4 звезды из 5 и похвалил сюжет, персонажей, а визуальные эффекты назвал «потрясающими». Главный редактор The Filtered Lens, Мэтт Доэрти, поставил серии оценку «A-» и написал, что «было очень круто наблюдать сражение Болина с людьми Варика на арене спортивной магии параллельно с фильмом, идущим на заднем плане». Мордикай Кнод из Tor.com подметил, что Мако освободился «вовремя», и «любовный треугольник снова заработал».
Эпизоды «Ночь тысячи звёзд» и «Гармоничное сближение», вышедшие в один день, собрали 1,87 миллиона зрителей у телеэкранов США.